# キリニャガ (カウンティ)
キリニャガ（スワヒリ語: Wilaya ya Kirinyaga、英語: Kirinyaga County）は、ケニアの旧中央州北東部のカウンティ。
中心都市はケルゴヤ及びクトゥス。最大都市はワングル。
2009年時点での人口は52万8054人。

## 主要都市
- ワングル（英語版）：1万7626人(2009年)
- ケルゴヤ+クトゥス：1万6369人(2009年)(中心都市)
- サガナ（英語版）：1万3000人(2014年)

## 人口
- 1979年8月24日：29万1431人
- 1989年8月24日：39万1516人
- 1999年8月24日：45万7105人
- 2009年8月24日：52万8054人[2]

## 隣接カウンティ
- 東：エンブ
- 南西：ムランガ
- 西：ニエリ

## 中央ケニア
| カウンティ   | %    |
| ------------ | ---- |
| キアンブ     | 60.8 |
| ニエリ       | 24.5 |
| ニャンダルア | 18.5 |
| ムランガ     | 16.3 |
| キリニャガ   | 15.8 |
| ケニア平均   | 32.3 |

 Source: OpenDataKenya
| カウンティ   | %    |
| ------------ | ---- |
| キリニャガ   | 25.2 |
| ムランガ     | 28.5 |
| キアンブ     | 28.9 |
| ニエリ       | 32.7 |
| ニャンダルア | 46.6 |
| ケニア平均   | 45.9 |

 Source: OpenDataKenya Worldbank

## 著名人
- フィリップ・ンデグワ（英語版）(Philip Ndegwa)
  - ～1996年1月7日
  - ケニア中央銀行元総裁

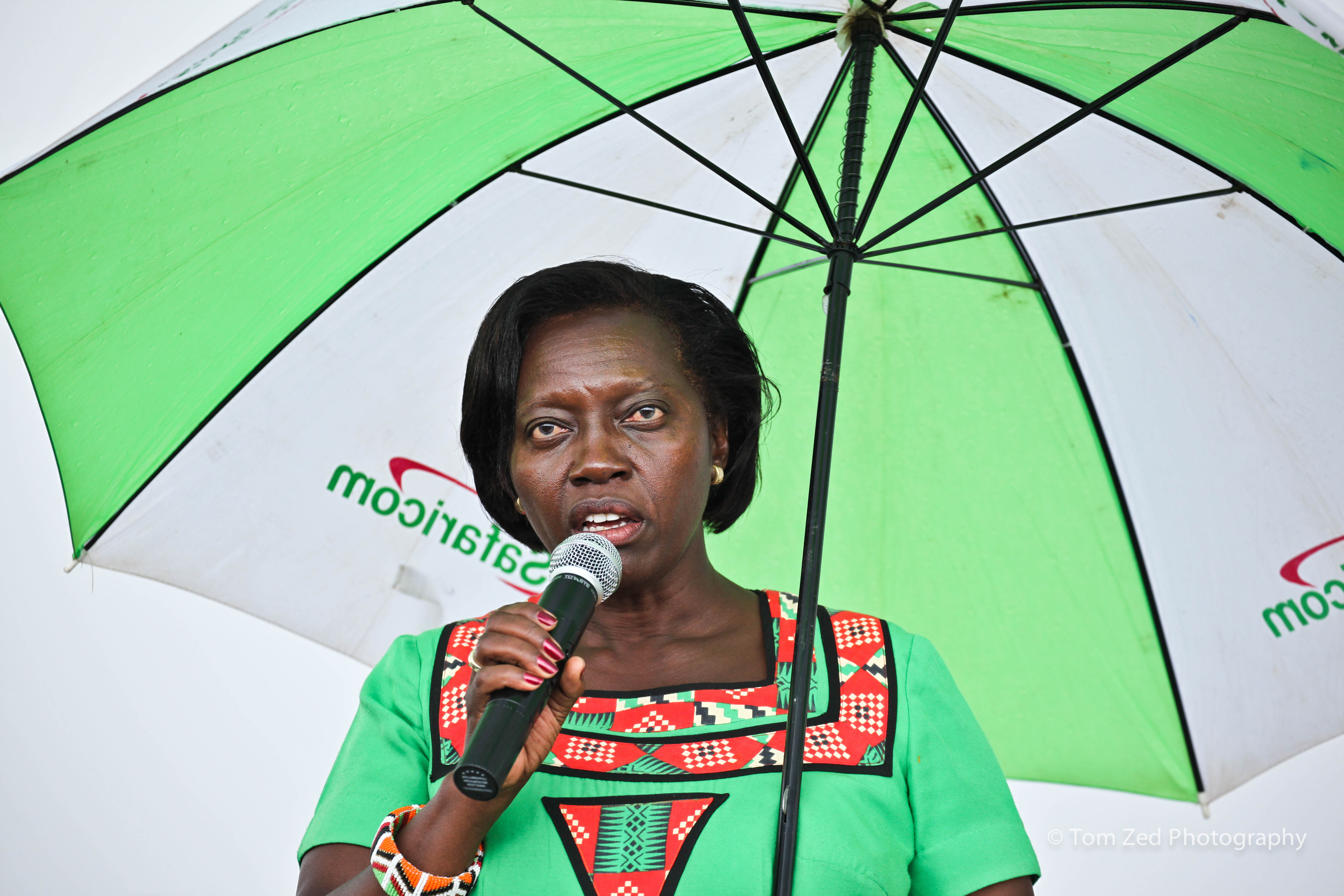
マルサ・カルア

- マルサ・カルア（英語版）(Martha Karua)
  - 1957年9月22日～
  - 2003年～2005年：水資源管理発展大臣
  - 2005年～2009年4月6日：法務大臣